# Złotna
Złotna (deutsch Goldbach) ist ein Ort in der polnischen Woiwodschaft Ermland-Masuren und gehört zur Stadt-und-Land-Gemeinde Morąg (Mohrungen) im Powiat Ostródzki (Kreis Osterode in Ostpreußen).

## Geographische Lage und Verkehrsanbindung
Złotna liegt am nordöstlichen Ufer des bis 1945 Kahlauer Teich genannten Sees, neun Kilometer nördlich der Stadt Morąg (Mohrungen) an einer Nebenstraße, die von Godkowo (Göttchendorf) an der Woiwodschaftsstraße 513 über Markowo (Reichertswalde) zur Woiwodschaftsstraße 527 bei Zbożne (Gottesgabe) führt. In Złotna endet eine von Jurki (Georgenthal) an der Woiwodschaftsstraße 528 kommende untergeordnete Straßenverbindung. Ein Bahnanschluss besteht nicht.

## Geschichte
Das bis 1945 Goldbach genannte Dorf mit Gut und Försterei wurde 1874 in den neu errichteten Amtsbezirk Reichertswalde (heute russisch: Markowo) eingegliedert und gehörte bis 1945 zum Landkreis Mohrungen im Regierungsbezirk Königsberg der preußischen Provinz Ostpreußen. Im Jahre 1910 lebten hier 146 Menschen. 
Am 30. September 1928 schlossen sich die Nachbarorte Abrahamsheide (heute polnisch: Borzymowo), Gottesgabe (Zbożne) und Goldbach zur neuen Landgemeinde Goldbach zusammen. Die Zahl der Einwohner betrug 1933 insgesamt 361 und 1939 noch 353.
In Folge des Zweiten Weltkrieges kam Goldbach 1945 mit dem südlichen Ostpreußen zu Polen und erhielt die polnische Bezeichnung „Złotna“. Bis 1973 war das Dorf dann in den Powiat Morąski (Kreis Mohrungen) eingegliedert, bis er dem Powiat Ostródzki (Kreis Osterode) zugeordnet wurde. Heute ist der Ort Teil der Gmina Morąg (Stadt- und Landgemeinde Mohrungen) in der Woiwodschaft Ermland-Masuren (1975 bis 1998) Woiwodschaft Olsztyn (Allenstein).

## Kirche
Vor 1945 war die Bevölkerung Goldbachs überwiegend evangelischer Konfession. Das Dorf war in das Kirchspiel Silberbach (heute polnisch: Strużyna) eingepfarrt, das zum Kirchenkreis Mohrungen (Morąg) in der Kirchenprovinz Ostpreußen der Kirche der Altpreußischen Union gehörte.
Heute sind die Einwohner Złotnas mehrheitlich katholischer Konfession. Die ehemals evangelische Pfarrkirche in Silberbach ist heute die zuständige katholische Pfarrkirche. Jetzt gehört sie zum Dekanat Morąg im Bistum Elbląg (Elbing) der Katholischen Kirche in Polen. Hier lebende evangelische Kirchenglieder sind nun der Kirchengemeinde in Morąg zugeordnet. Sie ist eine Filialgemeinde der Pfarrei in Ostróda (Osterode) und gehört zur Diözese Masuren der Evangelisch-Augsburgischen Kirche in Polen.